# Alpheus estuariensis
Alpheus estuariensis is een garnalensoort uit de familie van de Alpheidae. De wetenschappelijke naam van de soort is voor het eerst geldig gepubliceerd in 1984 door Christoffersen.